# Джирард (Іллінойс)
Джирард (англ. Girard) — місто (англ. city) в США, в окрузі Макупін штату Іллінойс. Населення — 1785 осіб (2020).

## Географія
Джирард розташований за координатами 39°26′48″ пн. ш. 89°46′55″ зх. д. / 39.44667° пн. ш. 89.78194° зх. д. (39.446572, -89.782047).  За даними Бюро перепису населення США в 2010 році місто мало площу 2,42 км², уся площа — суходіл.

## Демографія
Згідно з переписом 2010 року, у місті мешкали 2103 особи в 856 домогосподарствах у складі 549 родин. Густота населення становила 869 осіб/км².  Було 941 помешкання (389/км²).
Расовий склад населення:
| - 98,3 % — білих - 0,3 % — корінних американців - 0,2 % — азіатів - 0,1 % — чорних або афроамериканців |

До двох чи більше рас належало 0,8 %. Частка іспаномовних становила 1,3 % від усіх жителів.
За віковим діапазоном населення розподілялося таким чином: 22,4 % — особи молодші 18 років, 58,3 % — особи у віці 18—64 років, 19,3 % — особи у віці 65 років та старші. Медіана віку мешканця становила 41,7 року. На 100 осіб жіночої статі у місті припадало 91,7 чоловіків;  на 100 жінок у віці від 18 років та старших — 90,0 чоловіків також старших 18 років.
Середній дохід на одне домашнє господарство  становив 50 331 долар США (медіана — 39 101), а середній дохід на одну сім'ю — 59 312 долари (медіана — 47 266). Медіана доходів становила 40 363 долари для чоловіків та 30 063 долари для жінок. За межею бідності перебувало 21,7 % осіб, у тому числі 33,1 % дітей у віці до 18 років та 3,2 % осіб у віці 65 років та старших.
Цивільне працевлаштоване населення становило 663 особи. Основні галузі зайнятості: освіта, охорона здоров'я та соціальна допомога — 32,4 %, публічна адміністрація — 11,9 %, роздрібна торгівля — 9,4 %, мистецтво, розваги та відпочинок — 7,1 %.